# Jan-Erik Ritzman

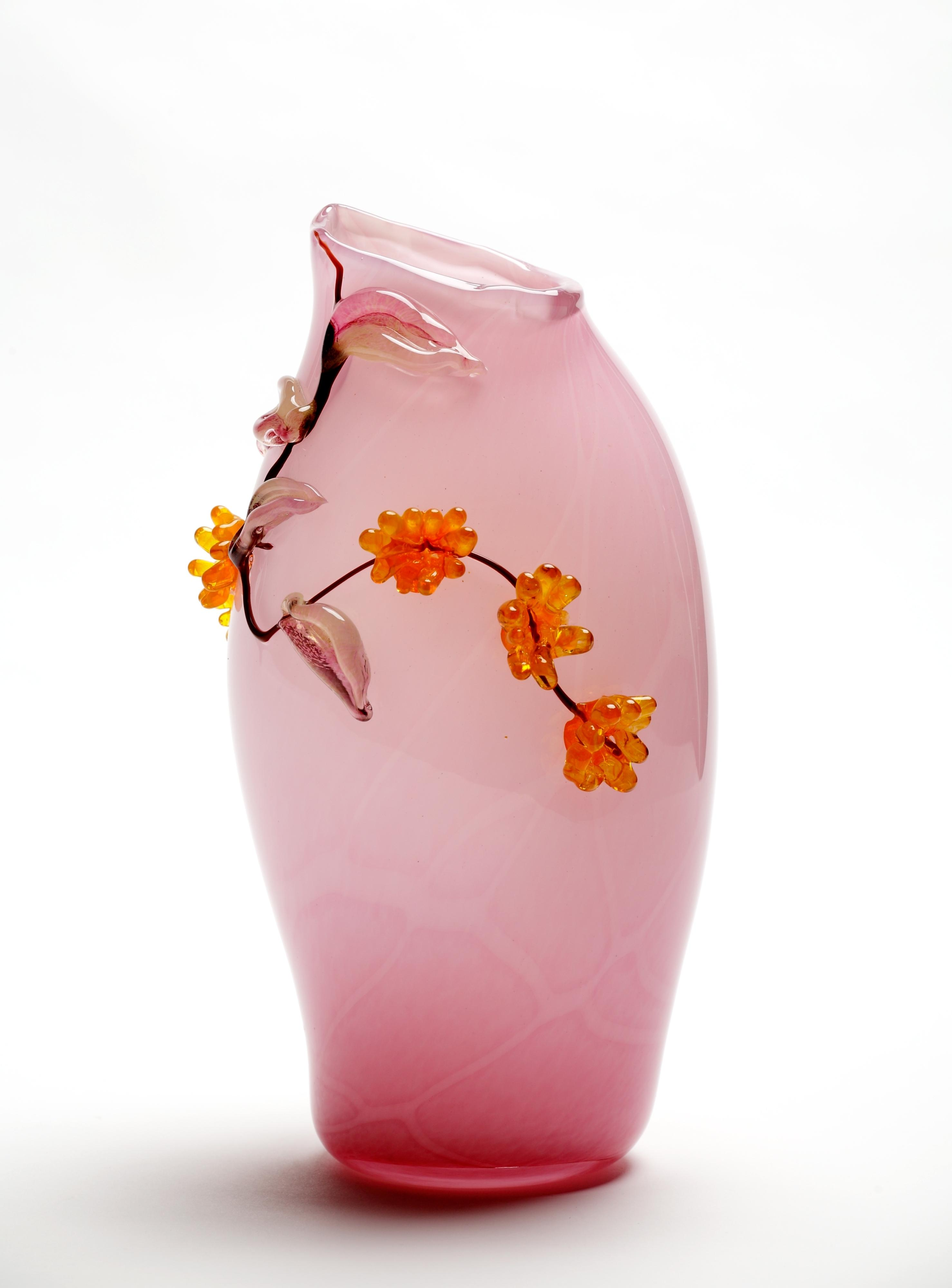
Vas Kinesiska Urna blåst av Jan-Erik Ritzman och designad av Ebba von Wachenfeldt 2005

Bernt Gösta Jan-Erik Ritzman, född 25 augusti 1943 i Vetlanda församling, är en svensk glaskonstnär och glasblåsare.
Jan-Erik Ritzman blev glasblåsare 1957 och hyttmästare på Kosta 1964, när han var 20 år. År 1982 öppnade han Transjö Hytta tillsammans med Sven-Åke Carlsson, en hytta som huvudsakligen blåser konstglas av enstyckskaraktär.
Jan-Erik Ritzman har arbetat som rådgivare utomlands, bland annat till Ngwenhge Glass i Swaziland, som startade 1979 som ett SIDA-stött biståndsprojekt. Han har också undervisat i USA på Pilchuck Glass School i delstaten Washington i USA. Ritzman finns representerad vid Nationalmuseum i Stockholm.